# Catedral Metropolitana do Divino Espírito Santo
A Catedral Metropolitana de Palmas é a sede da Provincia Eclesiástica tocantinense,a Arquidiocese de Palmas. A história da Catedral do Divino Espírito Santo se confunde com o início da cidade de Palmas-TO. No projeto do Plano Diretor da cidade já havia a previsão para construir a Catedral Metropolitana de Palmas no coração da nova capital, a Praça dos Girassóis, que concentra a sede dos poderes Executivo, Legislativo e Judiciário. A antiga devoção do povo tocantinense ao Divino Espírito Santo no interior do estado, através das Folias do Divino, foi a motivação para dar o nome da terceira pessoa da Santíssima Trindade à Catedral da cidade.
Ao longo do tempo, o projeto inicial da Catedral foi modificado, pois já não atendia às necessidades da Arquidiocese, que havia crescido muito desde o começo do planejamento do novo prédio. Assim, foi encomendado um novo projeto, feito por um arquiteto mestre em espaço litúrgico da Conferência dos Bispos do Brasil (CNBB) para redesenhar a Catedral, otimizando os espaços e adaptando às novas demandas de público. Em novembro de 2015, a obra é retomada e segue até o seu término.
Com capacidade de receber um público de mais de 800 pessoas sentadas, a Nova Catedral Metropolitana de Palmas terá tudo o que há de mais moderno em conceito de acessibilidade para Portadores de Necessidades Especiais e em conforto para os fiéis. Em quase 6 mil m² de área construída, o prédio vai abrigar toda a sede administrativa da Arquidiocese (Cúria Metropolitana) além do Salão Paroquial,  Salas de Catequese e um Auditório.
A sede atual da Catedral não faz parte do projeto arquitetônico e será demolida, e nessa área será construída a Capela onde serão realizadas as Missas Feriais e Batismos, mas os materiais podem ser reaproveitados para construção de uma nova paróquia da cidade. “Toda diocese possui uma catedral, que é sinal de união dos fiéis católicos com seu bispo. O novo prédio, por estar situado na Praça dos Girassóis, exige uma arquitetura moderna e a altura das outras obras da praça. Juntos somos a Igreja. Vamos construir a tão esperada Catedral de Palmas?, relata o Pároco da igreja, Pe. Eduardo Zanom.